# Khouloud Daibes abu Dayyeh

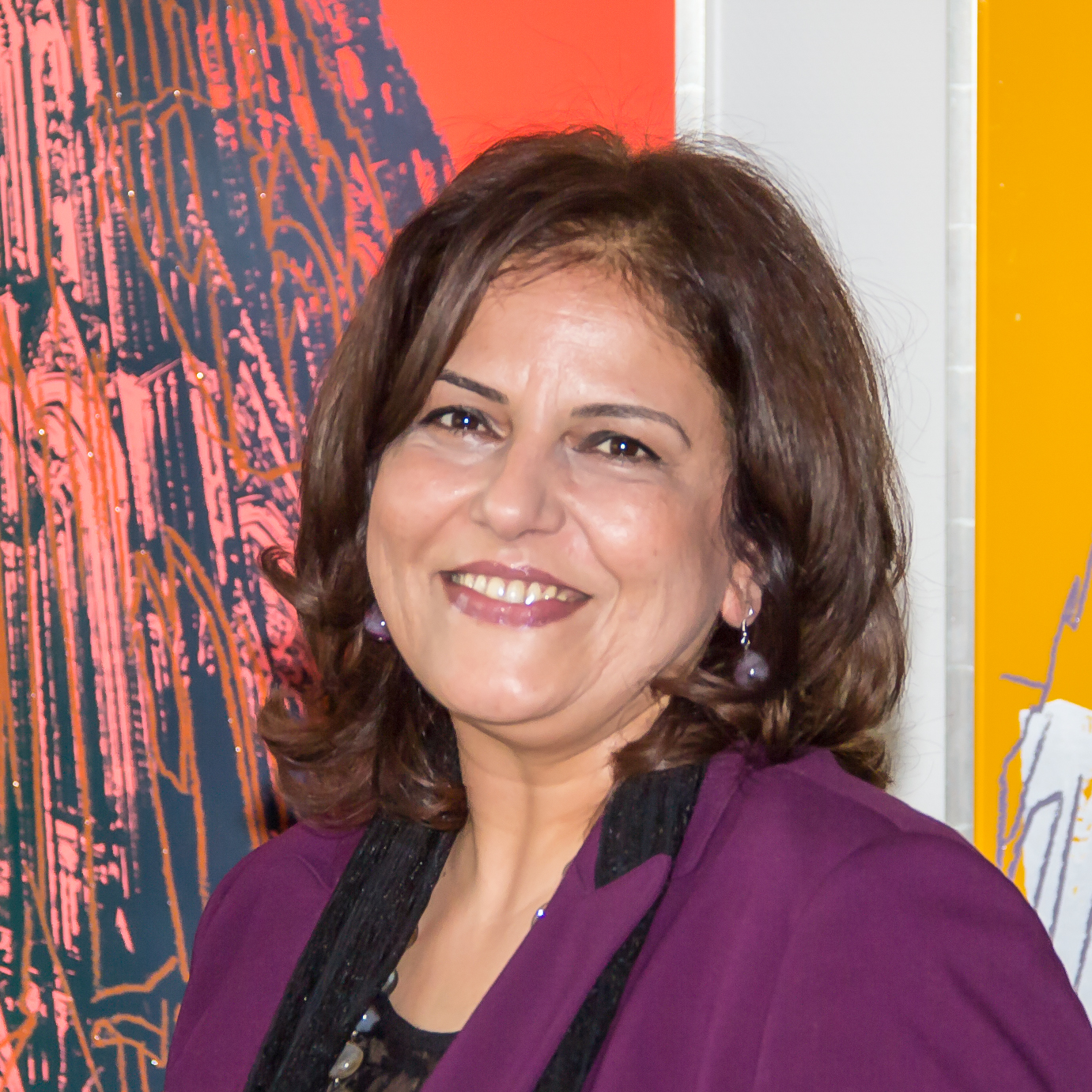
Botschafterin Khouloud Daibes zu Besuch im Rathaus von Köln, November 2014

Khouloud Daibes abu Dayyeh (arabisch خلود دعيبس أبو دية, DMG Ḫulūd Duʿaibis Abū Diya, Kurzform Khouloud Daibes, * 1966 in Bethlehem) ist eine palästinensische Architektin, Denkmalpflegerin, Stadtplanerin und war von März 2007 bis Juli 2012 die palästinensische Ministerin für Tourismus und Altertümer sowie Ministerin für Frauenangelegenheiten.
Daibes ist in Jerusalem am Ölberg aufgewachsen, besuchte die christliche Mädchenschule Talitha Kumi und studierte anschließend als DAAD-Stipendiatin Architektur an der Universität Hannover. Sie promovierte über die Erhaltung des palästinensischen Kulturerbes. Im Jahre 1995 ist sie nach Palästina zurückgekehrt und wurde Leiterin des Zentrums für Kulturerbe in Bethlehem. Sie war Ansprechpartnerin für den DAAD in Israel und Palästina.
Sie war die erste und einzige Christin im ersten Kabinett der Einheitsregierung und leitete von 2007 bis 2012 das Ministerium für Tourismus und Altertümer sowie von 2007 bis 2009 zusätzlich das Frauenministerium. 2007 besuchte sie Wien, wo sie in Gedenken des 40. Jahrestages des Sechstagekrieges vor der Österreichisch-Arabischen Gesellschaft eine Rede hielt und den Wiener Landtagspräsidenten Johann Hatzl traf. In ihrer Amtszeit stieg die Zahl der Touristen nach Bethlehem auf 2 Millionen Besucher an und sie forderte die Schaffung eines Staates Palästina innerhalb der Grenzen von 1967 mit Jerusalem als Hauptstadt. Im Zuge der Kabinettsumbildung im Sommer 2012 wurde die katholische, parteilose Ministerin durch eine Fatah-Vertreterin ausgewechselt.
Am 28. August 2013 wurde Daibes als Botschafterin Palästinas in Deutschland akkreditiert. In Deutschland erinnerte sie der Checkpoint Charlie an die Mauer, welche die Palästinenser in Bethlehem von Jerusalem trennt. Im März 2023 wurde Laith Arafeh zu ihrem Nachfolger berufen.
Khlouloud Daibes ist verheiratet und hat drei Kinder. Ihre Kinder besuchen in Palästina eine Deutsch-Lutheranische Schule.

## Schriften
- Zukunftsperspektiven einer integralen Erhaltungsstrategie des kulturhistorischen Architekturerbes Palästinas. Hannover 1995